# 好色客
《好色客》（英語：Hustler）是一本美國月刊型色情雜誌。最初由拉瑞·弗莱恩特於1974年出版。該雜誌從一個不穩定的初步發展到擁有約300萬的高峰發行量；此後，下降至約50萬。該雜誌內容多為女性身體及生殖器的大膽賣弄，成為美國最早的主要雜誌之一，並與《花花公子》等相對保守的出版物形成鮮明對比。
至今，《好色客》仍被認為比《花花公子》及《閣樓》等知名競爭對手更加裸露。該雜誌經常刊登硬調色情的主題，如性玩具的使用、性交和群交。
在色情的黃金時代，尚未進入電影事業前的《好色客》是兩本宣傳成人性愛片獎的雜誌之一，另一本為《Adam Film World》。兩者在1980年代後期停產。

## 外部連結
- 官方网站